# Оксид титану(IV)
Окси́д тита́ну(IV), титан(IV) оксид — неорганічна бінарна сполука складу TiO2. Оксид титану (IV) (діоксид титану, двоокис титану, титанові білила, харчовий барвник E171) TiO2 — амфотерний оксид чотиривалентного титану — найважливіший з усіх оксидів цього елементу.

## Фізико-хімічні властивості
Чистий діоксид титану — безбарвні кристали (при нагріванні жовтіє, при охолодженні знебарвлюються).
Модифікації діоксиду титану: рутил (тетрагональна сингонія, 85-90% світового виробництва), брукіт (ромбічна сингонія), анатаз (тетрагональна сингонія, 10-15%), а так само ромбічна IV та гексагональна V модифікації. 

Специфічні властивості діоксиду титану характеризують технічний прогрес в різних галузях світової економіки, завдяки чому світовий ринок діоксиду титану стрімко розвивається.

## Застосування
Діоксид титану широко використовується як білий пігмент у целюлозній промисловості, у лакофарбовій промисловості (лакофарбові матеріали), у виробництві синтетичних волокон, гумових виробів, пластмас, термостійкого та оптичного скла, білої емалі, керамічних діелектриків тощо.
Білила з високою покривною здатністю, стійкі, використовуються для створення світлих градацій і світлових бліків. Сохнуть повільно, утворюючи м'яку крейдяну плівку. Вважаються безпечними.
В 2018 році з'явилися підозри, що діоксид титану в нанодисперсному стані може накопичуватися в організмі людини й виявляти генотоксичні властивості. У 2019 році Франція запровадила заборону використання діоксиду титану (Е171) в їжі з 2020 року. Євросоюз заборонив його застосування в харчовій промисловості з 2022 року.